# Paul Hunter
Paul Alan Hunter, angleški igralec snookerja, * 14. oktober 1978, Leeds, Yorkshire, Anglija, † 9. oktober 2006, Huddersfield, Zahodni Yorkshire, Anglija.
Hunter se je leta 1998 prebil v ospredje iz popolne anonimnosti, potem ko je pri 19 letih osvojil svoj prvi turnir jakostne lestvice, Welsh Open. Ta turnir je leta 2002 osvojil znova, istega leta je zmagal še na British Openu. V svoji karieri je osvojil kar tri nejakostne povabilne turnirje Masters – leta 2001, 2002 in 2004. Prepoznaven je bil po svojem videzu; zaradi glamuroznega videza predvsem pa zaradi podobnosti z Davidom Beckhamom je bil njegov vzdevek Beckham of the Baize (Beckham snookerja). Bil je zelo priljubljen, tako pri množicah kot pri medijih. Leta 2006 je umrl za rakom, star komaj 27 let.

## Zgodnja kariera
Paul Hunter se je izšolal na Osnovni šoli svetega Andreja (St Andrew Primary School) in srednji šoli kardinala Heenana v Leedsu. Z nekaj vzpodbude s strani staršev in prijateljev je porabil veliko časa za igranje snookerja in že pri 12 letih je postal eden najperspektivnejših igralcev med mladinci. S pomočjo bivših profesionalcev Jimmyja Michieja in Joeja Johnsona je mladenič iz Leedsa leta 1995 pri 16 letih debitiral med profesionalci.
Štiri mesece kasneje je Hunter napravil veliko senzacijo, ko je v prvem krogu prvenstva Združenega kraljestva premagal šestega na svetovni jakostni lestvici, Alana McManusa z 9-4. Ta dosežek je nadgradil naslednje leto, ko se je prebil v polfinale Welsh Opena pri starosti 17 let in treh mesecev. S tem je postal eden najmlajših igralcev vseh časov, ki je igral v polfinalu kakega turnirja jakostne lestvice.
Leta 1996 se je prebil v četrtfinale UK Championshipa, kjer je moral po zmagah nad Williejem Thornom (9-0), Jamesom Wattanajem (9-5) in Terryjem Murphyjem (9-7) priznati premoč kasnejšemu zmagovalcu turnirja Stephenu Hendryju s 5-9. Dobre predstave so Hunterju leta 1997 prinesle wildcard vstopnico na nejakostni povabilni turnir Benson and Hedges Masters. Čeprav je s 5-1 izgubil že v prvem krogu proti Marku Williamsu, je pomenil to začetek Hunterjevih izjemnih iger na Wembley Areni, vsakoletnem prizorišču Mastersa.

## Zmaga na Welsh Openu
Hunter je leta 1998 osvojil svoj prvi turnir jakostne lestvice pri starosti zgolj 19 let. Na turnirju je porazil sedem igralcev, da je lahko na koncu dvignil pokal in denarno nagrado 60.000 £. Premagal je Paula Wykesa (5-3), Neal Fouldsa (5-2), Steva Davisa (5-3), Nigela Bonda (5-4), Alana McManusa (5-3) in Petra Ebdona (6-1), ter v finalu še Johna Higginsa (9-5). V finalu je Hunter nanizal tri nize vsaj 100 točk – 108, 116 in 127. Na začetku dvoboja je Higgins že vodil s 4-2, a je Hunter osvojil sedem od nadaljnjih osmih framov, kar je bilo dovolj za prvo zmago na jakostnih turnirjih. Ta uspeh je nadgradil še s polfinalom na turnirju UK Championship 1998 v Bournemouthu, kjer je izgubil proti kasnejšemu zmagovalcu Johnu Higginsu z 9-4. Pred tem je premagal Joeja Swaila (9-6, zadnji krog kvalifikacij), Jimmyja Whita (9-2) in Steva Davisa (9-4). Ne samo, da so ga dobre igre potisnile na 24. mesto svetovne jakostne lestvice, podeljena mu je bila tudi nagrada za najboljšega mladega igralca leta 1999 (Snooker Writers Association's Young Player of the Year).
Hunterjev prvi nastop na zaključnem turnirju Svetovnega prvenstva se je zgodil leta 1999, kjer je izpadel v prvem krogu proti kasnejšemu prvaku Stephenu Hendryju. Dobre igre v sezoni 1998/99 so ga povzdignile celo na 12. mesto svetovne lestvice, s čimer se je avtomatično uvrstil na vsak jakostni turnir v sezoni.
Po ne najbolj prepričljivih predstavah v sezoni 1999/00 (osmina finala British Opena je bil zanj najboljši dosežek tiste sezone) je na jakostni lestvici za sezono 2000/01 Hunter padel na 14. mesto. Kljub temu je v sezoni 2001/02 pokazal nedvomno svoje najboljše igre dotlej, saj se je uvrstil vsaj v četrtfinale petih jakostnih turnirjev tiste sezone (finale Welsh Opena, polfinale British Opena in Scottish Opena, četrtfinale Grand Prixa in China Opena). Svojo najboljšo formo pa je prihranil za Masters 2001.

## Prvak Mastersa
Leta 2001 je Hunter na Mastersu v prvem krogu  premagal dobrega prijatelja in branilca naslova Matthewa Stevensa s 6-5. Nanizal je še zmagi proti Petru Ebdonu (6-3) in Stephenu Hendryju (6-4). V finalu je Hunter uspel nadoknaditi velik zaostanek proti Fergalu O'Brienu, izid 3-7 je preobrnil v svojo korist in slavil z 10-9. Ključna točka dvoboja je bil enajsti frame, v katerem je že kazalo, da ga bo O'Brien dobil in povedel z 8-3, a je Hunter frame osvojil in nato v naslednjih šestih ustvaril štiri nize vsaj 100 točk. Tako je pobral prvo nagrado, 175.000 £, z Jimmyjem Whitom si je razdelil tudi nagrado za najvišji niz turnirja, saj je obema uspel niz 138 točk.
Dvanajst mesecev kasneje je Hunter ubranil naslov na Mastersu. Na poti do zmage pa ni bilo nič manj razburljivo kot prejšnje leto. Po dokaj solidni zmagi nad Stephenom Leejem v prvem krogu (6-3) je v četrtfinalu proti Petru Ebdonu v odločilnem nizu prišlo do ponovne namestitve črne krogle. Hunter je naposled črno kroglo poslal v žep in izločil Ebdona z izidom 6-5. V polfinalu je nato Hunter porazil Alana McManusa, s čimer si je zagotovil mesto v finalu, v katerem je nadoknadil neverjetnih 5 framov zaostanka in zmagal s 6-5, njegov nasprotnik v finalu je bil Mark Williams. Z drugo zaporedno zmago na Mastersu je postal šele tretji igralec v zgodovini, ki mu je uspelo ubraniti naslov zmagovalca na turnirju Masters, pred njim je to uspelo Cliffu Thorburnu in Stephenu Hendryju. Za zmago je bil Hunter nagrajen s 190.000 £.
Ta zmaga je predstavljala fenomenalen začetek sezone za Hunterja, ki je dva tedna pred tem osvojil še svoj drugi jakostni turnir – Welsh Open. Tam je sprostil svoje maščevanje nad Kena Dohertyja, ki je bil prejšnje leto v finalu boljši z 9-2. Tokrat je bil boljši Hunter, rezultat pa 9-7. Niti tretji zaporedni poraz v prvem krogu Svetovnega prvenstva 2002 (proti Quintenu Hannu z 9-10) ni 23-letnemu mladeniču pokvaril odlične sezone.
Njegovi uspehi so se nadaljevali na British Openu 2002, saj je osvojil svoj tretji turnir jakostne lestvice v karieri. V Telfordu je v finalu odpravil Iana McCullocha z 9-4. V sezoni 2002/03 je bil Hunter blizu tretjega zaporednega naslova na Mastersu, a ga je v polfinalu premagal kasnejši zmagovalec Mark Williams s 6-3. Njegov najboljši nastop na Svetovnem prvenstvu se je zgodil že čez nekaj mesecev.

## Preboj na Svetovnem prvenstvu
Po svoji najboljši sezoni kariere je nato Hunter pokazal svoje spretnosti še na Svetovnem prvenstvu. V prvem krogu je namreč porazil Allisterja Carterja (10-5), v drugem Matthewa Stevensa (13-6) in nato v četrtfinalu še Petra Ebdona (13-12). Zgodovinska zmaga proti branilcu naslova Petru Ebdonu ga je tako uvrstila v polfinale, kjer se je soočil s Kenom Dohertyjem.
V polfinalu je  proti Dohertyju že povedel s 15-9 in oba igralca sta do tedaj prikazala nekaj najboljšega snookerja turnirja. Čez noč pa je to vodstvo splahnelo. Naslednji dan je namreč Doherty v dvoboj prišel navdihnjen, kar mu je omogočilo izjemen povratek, saj je osvojil osem od naslednjih devetih framov, kar je bilo dovolj za polfinalno zmago s 17-16. Čeprav se Hunter ni prebil v finale Svetovnega prvenstva 2003, pa je polfinale na tem turnirju pripomoglo k zanj premiernemu mestu v elitni osmerici svetovne jakostne lestvice – zasedel je prav 8. mesto. Prejšnji dve sezoni je namreč obakrat zasedal 9. mesto.
V novi uspešni sezoni 2003/04 je bil Hunterjev največji dosežek zmaga na Mastersu, že njegova tretja (in, kot se je kasneje izkazalo, tudi zadnja). Znova je v finalu zmagal z rezultatom 10-9. Tokrat je premagal Ronnieja O'Sullivana, ki ga je lovil praktično cel dvoboj. O'Sullivan je vodil že 2-0, 6-1, 7-2, 8-6 in 9-7, preden mu je Hunter odščipnil zadnje tri frame in osvojil svoj šesti poklicni turnir v karieri. Do finala je sicer izločil še Davida Graya (6-3), branilca naslova Marka Williamsa (6-5) in Johna Higginsa (6-3). V finalnem dvoboju je ustvaril pet nizov vsaj 100 točk.

## Veliki športnik
Niti Hunter ni zmogel Jimmyju Whitu preprečiti njegove prve zmage na jakostnem turnirju v 12 letih. White ga je namreč premagal v finalu Players Championshipa leta 2004, čeprav je izgledalo, da bo Hunter uprizoril nov veličasten povratek po zaostanku z 8-5. Hunter je namreč vodstvo Whita znižal na 8-7, a nato prepustil Whitu 16. frame, s čimer je White zmagal z 9-7. Dvoboj je sicer minil v zelo nervoznem ozračju, v katerem si nobeden od igralcev ni priigral daljšega niza od 76 točk, ki ga je dosegel White. S to zmago si je White tudi ubranil mesto med elitno šestnajsterico tudi v sezoni 2004/05.
Sezona 2003/04 se je končala s porazom v drugem krogu Svetovnega prvenstva proti zmagovalcu UK Championshipa Matthewu Stevensu. Stevens je slavil s 13-12 kljub Hunterjevem vodstvu že z 10-6 in 12-10. Čeprav je Hunter imel četrtfinale na palici že v vsakem od zadnjih treh framov, ga ni uspel realizirati, kar je povedlo Stevensa v četrtfinale. Stevens je nato izpadel v polfinalu proti Graemu Dottu (17-15). Kljub tesnemu porazu je Hunter Stevensu čestital in ga po dvoboju prijateljsko objel. Hunter je predtem v prvem krogu zmagal proti Johnu Parrottu z 10-7. 
V sezoni 2004/05 si je Hunter priigral polfinale Grand Prixa. Tam ga je izločil Ronnie O'Sullivan s 6-3. To je bil Hunterjev zadnji polfinale kakega jakostnega turnirja v karieri. Kljub temu se je prebil še v četrtfinale China Opena 2005, kar se je zgodilo le nekaj dni po tem, ko je izvedel, da ima raka. Po dvoboju prvega kroga turnirja so ga novinarji čakali na novinarski konferenci, a se 20 minut tam ni pojavil, dokler ga niso odkrili v dvorani, kjer je podpisoval avtograme obiskovalcem. V dvorani je namreč ostal, dokler ni podpisal zadnjega avtograma, ki so ga od njega obiskovalci želeli.
Najvišjo uvrstitev na svetovni jakostni lestvici v sezoni 2004/05 (4. mesto) je Hunter nasledil s 5. mestom v sezoni 2005/06.

## Osebno življenje
Hunter je bil poročen z lepotno terapevtko Lindsey Fell, s katero se je poročil leta 2004 na Jamajki. 26. decembra se jima je rodila hčerka Evie Rose.

### Bolezen
6. aprila 2005 je Hunter svetu naznanil, da je zbolel za malignim nevroendokrinim tumorjem, za katerega so vzroki neznani. Govornik na zvezi WPBSA je takrat izjavil: »Paul bo šel na zdravljenje, da se bo pozdravil. Hkrati bi on rad zagotovil svojim navijačem in privržencem, da je nepopustljiv in optimističen tako v svoji snooker karieri kot v svojem boju proti raku.« 
Hunter se je vrnil za mize na začetku naslednje sezone, a je izgubil proti Roryju McLeodu v otvoritvenem dvoboju Grand Prixa, potem ko se je Hunter vrnil za trening mize le tri tedne prej, pa še to zaradi bolečine v nogah in rokah ni bil sposoben trenirati po več kot dve uri na dan.
Hunter je hodil na kemoterapije in se boril za dobro snooker formo vse od začetka zdravljenja. V sezoni 2005/06 mu je bilo dano zmagati le na enem dvoboju – proti Jamieju Burnettu na turnirju UK Championship. Tedaj se je Hunter vrnil po zaostanku s 6-8 in dvoboj dobil z 9-8 . Dvoboj je sicer trajal 6 ur in 26 minut.
Zaradi bledih iger, ki so bile tesno povezane z njegovo boleznijo, je Hunter pred sezono 2006/07 padel na 34. mesto, za kar je bil glavni vzrok poraz v prvem krogu Svetovnega prvenstva proti Neilu Robertsonu (10-5). Verjame se, da je imelo Hunterjevo zdravljenje omejen uspeh in da je bil pogosto v bolečinah, občasno naj bi čutil tudi hromost udov. Tako je 27. julija 2006 svetovna zveza WPBSA po glasovanju potrdila pravilo, po katerem je bilo Hunterju dovoljeno, da celotno sezono 2006/07 presedi na 34. mestu, ki bo zamrznjeno zanj. Hunter si je namreč nameraval vzeti predah od snookerja, da bi si povrnil zdravje. Prav tako je v zadnjih dvobojih kariere nastopal pobrit, ker si je moral zaradi kemoterapije ostriči lase.

### Smrt
Hunter je umrl 9. oktobra 2006 – le 5 dni pred 28. rojstnim dnem. Umrl je v Kirkwood Hospiceu v Huddersfieldu. Njegov pogreb je potekal v Škofijski cerkvi v Leedsu 19. oktobra 2006. Udeležilo se ga je mnogo profesionalnih igralcev in športnih novinarjev. Njegov tesni prijatelj in igralec snookerja Matthew Stevens je tudi nosil krsto. Hunterjev pogrebni avtomobil je bil okrašen v rožnate barve. Nekatere rože so črkovale besede »My Daddy« (»Moj očka«), »From Your Princess« (»Od tvoje princese«), »Legend« (»Legenda«), »Son« (»Sin«) in »Bro« (»Brat«). Pogreba se je udeležila tudi žena Lindsey in 10-mesečna hčerka Evie Rose, na katero se tudi nanašajo nekatera sporočila na pogrebnem avtomobilu.
Po Hunterjevi smrti so mnogi znani iz sveta snookerja prišli poklonit svoje spoštovanje preminulemu igralcu:
Predsednik organizacije World Snooker, ki organizira turnirje jakostne lestvice, Sir Rodney Walker je rekel: »Prepričan sem, da se mi bodo pridružili vsi, ki so Paula poznali, kot tudi milijoni navijačev in vsa športna javnost, v sožalju Lindsey, Paulovim staršem, njegovi družini in prijateljem. Paul je bil človek, ki se mu je zgodilo vse dobro – izjemen talent, lepota, slava, bogastvo, šarm in čudovita žena. To nam kaže, kako hitro se lahko življenje spremeni. To je grenak udarec za snooker, ampak še bolj za njegovo družino in naše misli so pri njih.« 
Sedemkratni svetovni prvak Stephen Hendry je izjavil: »Ta novica me je popolnoma potrla. Paul je imel mlado družino in pred njim je bila fantastična prihodnost. To je nočna mora vsakogar in postavi vse na glavo.« 
Svetovni prvak iz leta 1991 in član komentatorske ekipe za snooker na BBC John Parrott je povedal: »To je velika izguba za šport, ampak še pomembneje je to velika izguba za njegovo družino. Paul je igral snooker z nasmeškom na obrazu. Bil je vedre in razposajene narave in nikoli ga nisem slišal pritoževati se. Vedno je bil tako vesela oseba. Zelo močno ga bomo vsi pogrešali.« 
Šestkratni finalist Svetovnega prvenstva Jimmy White je razkril, da je igral za Hunterjevo dobrodelno organizacijo, ko je slišal novico: »Bil sem na pol poti v ekshibicijskem dvoboju in nek možakar je podaril 10.000 £ njegovi dobrodelni organizaciji in nato smo slišali novico. Paul je bil za snooker mizo tiger, ampak zunaj nje nisi nikoli srečal prijaznejšega kolega. Kadar ga je kdo premagal ali kadar je zmagal, je bil spet običajni Paul Hunter, kar je odlična lastnost, ki jo je tudi težko pridobiti. Ne morem vam povedati, kako poseben je bil. Bil je dobroimetje življenja.« 
Svetovni prvak iz leta 1997 Ken Doherty je Hunterju izkazal spoštovanje tako, da ga je imenoval 'čudovit karakter': »To je zelo žalosten dan, ne samo za snooker, ampak tudi za športni svet. Izgubili smo čudovit karakter, prvaka in dobrega prijatelja. To je šokantna izguba. Vsak je bil osupel, ko je izvedel, da je Paul bolan. Vsi smo mislili, da se v nekom tako mladem vse gotovo pozdravi s kemoterapijo. Besede ne morejo pojasniti, kaj mora zdaj prestajati njegova družina in oni so v naših mislih in molitvah.« 
Bivši igralec snookerja in televizijski komentator Willie Thorne je rekel: »Bil je zelo vpadljiv igralec, zelo napadalen. Njegovo srce je bilo levje. Prepričan sem, da bi postal svetovni prvak, če ga ne bi doletela ta bolezen. To je taka žalostna izguba za ta šport in njegovo družino. Globoko v sebi menim, da smo vsi menili, da bo Paul premagal bolezen. Nato smo dva ali tri mesece kasneje ugotovili, da je mnogo resneje, kot smo mislili.« 
Dvakratni svetovni prvak Alex Higgins je povedal: »To je grozna novica. Njegov boj z rakom sem natančno spremljal. Vsi smo ljubili Paula. Moje misli so trenutno pri njegovi družini.« 
Pred začetkom dvobojev na turnirju Premier League Snooker 12. oktobra 2006 so igralci Jimmy White, Ronnie O'Sullivan, Ken Doherty, Ding Junhui skupaj s sodnikom Alanom Chamberlainom in komentatorjema Williejem Thornom in Philom Yatesom vstali za minuto molka v spomin preminulemu Hunterju. Prav tako so predvajali kratek film v njegovo čast.
Igralci Stephen Hendry, Mark Williams, Jimmy White, Matthew Stevens in Ken Doherty so lobirali pri World Snookerju, da bi se pokal turnirja Masters imenoval po Paulu Hunterju. Krovna organizacija World Snooker se za to ni odločila, se pa zato po Hunterju imenuje polprofesionalni turnir German Open, na katerem je Hunter prvič zaigral, potem ko je izvedel, da ima raka. Tako se turnir ne imenuje več German Open, temveč Paul Hunter Classic. Možje v organizaciji World Snooker so se raje odločili, da v spomin Paula Hunterja poimenujejo štipendijo za mlade in nadarjene igralce.
Po smrti so v Hunterjevo čast ustanovili Fundacijo Paula Hunterja, ki neprivilegiranim otrokom nudi prostore za igranje snookerja in druženje.

## Zanimivosti
V intervjuju, ki ga je podal po osvojitvi Mastersa leta 2001, je Hunter povzročil manjši škandal, ko je dejal, da se je med odmorom odločil za Plan B s svojo punco Lindsey. Po prvi seriji je Hunter zaostajal s 6-2 in Hunter je z Lindsey med odmorom odšel v hotel. Črka B v Plan B se namreč domnevno nanaša na besedo bonk, kar v slengu pomeni spolni odnos. Hunter in Lindsey sta se zatekla v hotelsko sobo, česar se je Hunter spominjal: »Seks je bil zadnja stvar, ki mi je takrat hodila po glavi. Namreč takrat preprosto nisem bil pri volji. Ampak nekaj sem moral storiti, da prekinem to napetost. Bil je hiter – okoli 10 minut, a po njem sem se počutil izvrstno. Lindsey je skočila v kad in jaz sem malo pospal. Potem sem igral kot v sanjah. Napravil sem 4 nize vsaj 100 točk v šestih framih. Zlahka sem zmagal.« 
Hunter je v karieri ustvaril 114 nizov vsaj 100 točk. Njegov najboljši niz je štel 146 točk, dosegel ga je leta 2004 na turnirju Premier League.
Po smrti je Hunterju televizijski program BBC Sports leta 2006 podelil nagrado BBC-jeva športna osebnost leta - nagrada Helen Rollason, ki se imenuje po Helen Rollason, športni novinarki, ki je umrla v hudem boju z rakom.

## Osvojeni turnirji

### Jakostni turnirji
- Welsh Open – 1998, 2002
- British Open – 2002

### Nejakostni turnirji
- Masters – 2001, 2002, 2004
- German Open – 2004

## Nagrade
- BBC-jeva športna osebnost leta - nagrada Helen Rollason - 2006